# The Bootleg Series Vol. 4: Bob Dylan Live 1966, The „Royal Albert Hall” Concert
The Bootleg Series Vol. 4: Bob Dylan Live 1966, The „Royal Albert Hall” Concert – koncertowy album nagrany przez Boba Dylana w maju 1966 r. i wydany w październiku 1998 w „The Bootleg Series”.

## Historia i charakter albumu
6 maja 1966 w Belfaście rozpoczęła się brytyjska część „światowego” tournée Dylana. Był to jednak już zupełnie inny Bob Dylan. Jego poprzednie brytyjskie tournée z kwietnia i maja 1965 r. z powodów kontraktowych było jego solową, akustyczną turą koncertową, chociaż miał już za sobą i zelektryfikowany występ w Newport jak i sporo „elektrycznych” utworów na dwóch kolejnych albumach. Jego album The Freewheelin’ Bob Dylan był wówczas na pierwszym miejscu list w Wielkiej Brytanii i wszyscy spodziewali się takiego Dylana, jakiego zaprezentował na tej płycie. Ten wizerunek już wtedy mu ciążył, zwłaszcza że nie tylko w sprawach artystycznych ale i osobistych był wówczas na rozdrożu; zakończył swój związek z Joan Baez, która chociaż towarzyszyła mu w tym tournée, to ani razu nie wystąpiła (właściwie wystąpią ponownie razem dopiero w... 1975 r.), i rozpoczął romans z Shirley Noznisky, znaną bardziej pod nazwiskiem Sary Lownds (po pierwszym mężu). Reżyser filmu kręconego podczas tej tury koncertowej D.A. Pennebaker zabierając się za kręcenie filmu nie wiedział tego wszystkiego, ale musiał być bystrym obserwatorem, bo wkrótce zamiast pokazywać Dylana śpiewającego piosenki, pokazywał go głównie poza występami. Filmowy portret Dylana ukazywał go jako artystę schwytanego przez czas i zmuszonego do bycia tym, kim już nie jest. Może dlatego film ten okazał się jednym z najbardziej wpływowych filmów o muzyce.
Koncerty w 1966 r. składały się z dwóch części; pierwsza część była akustyczna i solowa, a druga – elektryczna z zespołem The Hawks, który już za niedługo zmieni nazwę na The Band. Część pierwsza była zgodna z oczekiwaniami brytyjskich fanów, natomiast część druga spotykała się z protestami słuchaczy i tak mocnymi, że zwykle porównuje się je do słynnych awantur i nawet rękoczynów podczas premiery Święta wiosny Igora Strawinskiego w Paryżu w 1913 r.
W nagraniu z koncertu słychać protesty publiczności i w końcu po wykonaniu „Ballad of a Thin Man” słychać głośny krzyk skierowany w stronę Dylana – „Judasz”!, po którym słychać jeszcze kilka innych protestów. Ktoś krzyczy (jest to ledwie słyszalne) „Już nigdy nie będę ciebie słuchał”! Po chwili ciszy Dylan odpowiada: „Nie wierzę ci”! I dodaje „Jesteś kłamcą”! Odwraca się do muzyków i mówi „Grajcie to cholernie głośno”. I wykonują porywającą i natchnioną wersję „Like a Rolling Stone”, po której zakończeniu nastąpiła eksplozja entuzjazmu, oklasków ze strony publiczności i... zwycięstwo Dylana.
Podczas tych występów artysta z muzykami wykonywali już utwory z nagranego, lecz jeszcze niewydanego, podwójnego albumu Blonde on Blonde, który okaże się być jedną z najlepszych rockowych płyt w historii.
Tournée zakończyło się 27 maja. W dwa miesiące później – 27 lipca 1966 r. – Dylan uległ wypadkowi motocyklowemu. I dopiero w 1974 r. wyruszy na kolejną turę koncertową.
Koncert ten zaczął być szerzej znany fanom Dylana już pod koniec roku 1970, kiedy ukazał się z nim pierwszy bootleg. Szybko, obok The Basement Tapes Boba Dylana i grupy The Band, stał się najsłynniejszym bootlegiem na świecie. Po nim przyszły następne. Właściwie przez cały czas wszyscy byli przekonani, że nagrania prezentują koncert z „Royal Albert Hall”, który odbył się 26 i 27 maja 1966 r. kończąc całe tournée. Dopiero porównanie taśm oraz właśnie ów słynny okrzyk „Judasz”! pozwoliły na ustalenie, że koncert odbył się we „Free Trading Hall” w Manchesterze.
Wiadomo także, że Columbia nagrała w czasie tego tournée cztery koncerty: Sheffield (16 maja), Manchester (17 maja) oraz Londyn (Royal Albert Hall) 26 i 27 maja.
Utwór „Just Like Tom Thumb’s Blues” nagrany podczas występu w Liverpoolu został wydany w miesiąc po koncercie na stronie B singla „I Want You”, który jednak nie był wznawiany.

## Muzycy
- Bob Dylan – śpiew, gitara, harmonijka, pianino (tylko na II. 7)
- Robbie Robertson – gitara
- Garth Hudson – organy
- Richard Manuel – pianino
- Rick Danko – gitara basowa, śpiew towarzyszący (tylko na II. 6)
- Mickey Jones – perkusja¹

- ¹ Zastępstwo za Levona Helma

## Lista utworów

### Pierwszy dysk (solowy i akustyczny)
| 1. | She Belongs to Me               | 3:27  |
|    |                                 |       |
| 2. | 4th Time Around                 | 4:37  |
|    |                                 |       |
| 3. | Visions of Johanna              | 8:08  |
|    |                                 |       |
| 4. | It’s All Over Now, Baby Blue[a] | 5:45  |
|    |                                 |       |
| 5. | Desolation Row                  | 11:31 |
|    |                                 |       |
| 6. | Just Like a Woman               | 5:52  |
|    |                                 |       |
| 7. | Mr. Tambourine Man              | 8:52  |
|    |                                 |       |
|    |                                 | 48:12 |
|    |                                 |       |

### Drugi dysk (z grupą The Hawks)
| 1. | Tell Me, Momma                                              | 5:10  |
|    |                                                             |       |
| 2. | I Don’t Believe You (She Acts Like We Never Have Met)[b]    | 6:07  |
|    |                                                             |       |
| 3. | Baby, Let Me Follow You Down (Eric von Schmidt. Arr. Dylan) | 3:46  |
|    |                                                             |       |
| 4. | Just Like Tom Thumb’s Blues                                 | 6:50  |
|    |                                                             |       |
| 5. | Leopard-Skin Pill-Box Hat                                   | 4:50  |
|    |                                                             |       |
| 6. | One Too Many Mornings                                       | 4:22  |
|    |                                                             |       |
| 7. | Ballad of a Thin Man                                        | 7:55  |
|    |                                                             |       |
| 8. | Like a Rolling Stone                                        | 8:01  |
|    |                                                             |       |
|    |                                                             | 47:01 |
|    |                                                             |       |
- Na filmie Eat the Document znajdują się trzy utwory z próby nagłośnienia:

„Just Like Tom Thumb’s Blues”, „One Too Many Mornings”, „Ballad of a Thin Man”

## Opis płyty
- Producent – Jeff Rosen
- Nagranie koncertu – M. Claydon
- Miejsce i data nagrania – Free Trade Hall, Manchester, Wielka Brytania; 17 maja 1966 r.
- Miksowanie koncertu elektrycznego – Michael H. Brauer, Steve Berkowitz
- Dodatkowy inżynier dźwięku – Vic Anesini
- Montaż cyfrowy – Mark Wilder
- Mastering – Greg Calbi
- Kierownictwo artystyczne – Geoff Gans z Culver City
- Fotografie – Jerry Schatzberg (przód pudełka, wnętrze wkładki pod CD); Jan Persson (tył pudełka, tył wkładki do CD, przód i tył tylnej podkładki, str. 6 i 33 broszurki); Barry Feinstein (przód i tył okładki CD, okładka broszurki, str. 5, 31, 34-39, 42-47, 49, 51, 52, 54); David Gahr (broszurka str. 8, 10, 20-23); Sony Music Entertainment: broszurka (Don Hunstein: str. 9, 14, 15, 18, 19, 24, 25; Hank Parker: str. 11; Sandy Speiser: str. 13; Art Kane: str. 17, 27, 46; Larry Keenan: str. 29, 32; Paul Kelly: str. 40)
- A & R – Steve Berkowitz
- Menedżer całości – Mark Feldman
- Zespół produkcyjny – Diane Lapson, Debbie Sweeney, Libby Rohman, Roz Taylor, Eric Bixon
- Legacy Recordings – Jeff Jones
- Tekst broszurki – Tony Glover
- Czas – 1 godz. 35 min. 18 sek.
- Firma nagraniowa – Columbia/Legacy
- Numer katalogowy – C2K 65759
- Data wydania – 13 października 1998

## Listy przebojów

### Album
| Rok  | Lista                          | Pozycja |
| ---- | ------------------------------ | ------- |
| 1997 | Billboard USA. Albumy popowe   | 31      |
| 1997 | Wielka Brytania. Albumy popowe | 19      |